# کامبرلند (آیووا)
کامبرلند (به انگلیسی: Cumberland) شهری در ایالت آیووا کشور ایالات متحده آمریکا است که جمعیت آن در سرشماری سال ۲۰۱۰ میلادی، ۲۶۲ نفر بوده‌است.